# Oppland
Oppland war eine Provinz (Fylke) in Norwegen, die an die Fylke Trøndelag, Møre og Romsdal, Sogn og Fjordane, Buskerud, Akershus, Oslo und Hedmark grenzte. Am 1. Januar 2019 lebten hier 189.545 Einwohner (3,70 % der Gesamtbevölkerung Norwegens). Die Fläche des Fylke betrug 25.192 km² (Landfläche 23.785 km²). Der Verwaltungssitz befand sich in Lillehammer.
Vor der Reform von 1919 hieß die Provinz Kristians amt (nach dem dänisch-norwegischen König Christian VII.) und war in die Vogteien Hadeland, Nordre Gudbrandsdalen, Søndre Gudbrandsdalen, Toten und Valdres eingeteilt.
Zum 1. Januar 2020 schloss sich Oppland mit Hedmark zum neuen Fylke Innlandet zusammen. Lediglich die Kommunen Jevnaker und Lunner wechselten zur Fylke Viken. Grundlage für das Zusammengehen war ein Beschluss des Storting vom 8. Juni 2017, der im Zuge einer Regionalreform eine Reduzierung auf elf Fylke vorsah.
Oppland erstreckte sich über die großen Seen Mjøsa, Randsfjord und Sperillen in die Gebirge Jotunheimen und Rondane.
Ein besonderer Wirtschaftsfaktor der Gegend war der Tourismus in den landschaftlich reizvollen Gebirgsregionen, dem Gudbrandsdal, dem Valdrestal und den Ortschaften. Zahlreiche Museen dokumentierten die kulturelle Identität der Gegend.
Durch das Valdres fließt die Begna, durch das Gudbrandsdal der Gudbrandsdalslågen. Hier griff die schottische Armee 1612 das norwegische Festland an. In Oppland befanden sich die Städte Lillehammer und Gjøvik sowie die beiden höchsten Berge Norwegens, Glittertind und Galdhøpiggen.

## Kommunen
Einwohner am 1. Januar 2019 
| - Dovre (2615) - Etnedal (1305) - Gausdal (6112) - Gjøvik (30.676) - Gran (13.642) - Jevnaker (6846) - Nord-Aurdal (6418) - Nordre Land (6671) - Lesja (2009) | - Lillehammer (28.023) - Lom (2293) - Lunner (9051) - Nord-Fron (5742) - Ringebu (4425) - Sel (5789) - Skjåk (2204) - Søndre Land (5623) - Sør-Aurdal (2981) | - Sør-Fron (3127) - Vang (1610) - Vestre Slidre (2135) - Vestre Toten (13.384) - Vågå (3589) - Østre Toten (14.948) - Øyer (5119) - Øystre Slidre (3208) |

## Nachweise
1. ↑  Nye fylker auf www.regjeringen.no, abgerufen am 1. Januar 2020

Koordinaten: 61° 24′ 36″ N, 9° 20′ 24″ O